# حقه‌بازان شهر
حقه‌بازان شهر (انگلیسی: City Slickers) فیلمی در ژانر زوج هنری، کمدی-درام، کمدی، و وسترن به کارگردانی ران آندروود است که در سال ۱۹۹۱ منتشر شد.

## خلاصه داستان
«میچ رابینز» (کریستال)، «اد فوریلو» (کربی) و «فیل برکوییست» (استرن) که همیشه تعطیلات سالانه‌شان را با هم می‌گذرانند، امسال تصمیم گرفته‌اند سوار بر اسب همراه با عده‌ای توریست دیگر و به راهنمایی «کرلی» (پالانس)، «جف» (سیکور) و «تی.آر.» (هالو)، گاوچرانان غیرقابل اعتماد، با یک گله از نیومکزیکو به کلرادو بروند.

## بازیگران
- برونو کیربی
- دانیل استرن
- پاتریشا وتیگ
- هلن اسلیتر
- جک پالانس
- بیلی کریستال
- نوبل ویلینگهام
- جاش ماستل
- دیوید پیمر
- جیک جیلنهال
- فیل لویس
- جفری تامبر
- دانیل هریس
- جین مدوز
- تریسی والتر
- یاردلی اسمیت
- رابرت کوستانزو
- بیل هندرسون